# Giải vô địch bóng đá trẻ châu Á 2006
Giải vô địch bóng đá trẻ châu Á 2006 là phiên bản thứ 34 của Giải vô địch bóng đá trẻ châu Á. Giải đấu diễn ra tại Ấn Độ. Đây là lần đầu tiên Ấn Độ là chủ nhà của giải. 16 đội tuyển của châu Á tham dự giải đấu.
Triều Tiên đã vô địch giải đấu lần thứ hai, sau lần chia sẻ danh hiệu với Iran vào năm 1976, sau khi đánh bại Nhật Bản 5–3 ở loạt sút luân lưu sau khi hai đội hòa nhau 1–1 sau thời gian chính thức và hai hiệp phụ. Hàn Quốc đánh bại Jordan 2–0 để kết thúc ở vị trí thứ ba.
Giải đấu cũng là vòng loại cho Giải vô địch bóng đá U-20 thế giới 2007, với suất tham dự dành cho 4 đội vào đến bán kết của giải đấu.

## Vòng loại
33 đội tuyển bước vào vòng loại, được chia làm 14 bảng. 11 bảng với 3 đội mỗi bảng và 3 bảng với 2 đội mỗi bảng. Vòng loại diễn ra từ tháng 11 đến tháng 12 năm 2005 (ngoại trừ bảng D diễn ra vào tháng 11 năm 2005 nhưng đã bị hoãn sau vụ đánh bom tại Amman năm 2005 và diễn ra vào tháng 2 năm 2006). Các đội nhất bảng lọt vào vòng chung kết, trong khi trận play-off giữa hai đội nhì bảng có thành tích tốt nhất của liên đoàn ASEAN (Myanmar) và Đông Á (CHDCND Triều Tiên) diễn ra tại Kuala Lumpur vào ngày 15 tháng 2 năm 2006. Nhưng sau khi Myanmar rút lui, CHDCND Triều Tiên tự động lọt vào vòng chung kết. Chủ nhà Ấn Độ được vào thẳng vòng chung kết.

## Vòng chung kết

### Các đội tham dự
| - Úc - Trung Quốc - Ấn Độ (chủ nhà) - Iran | - Iraq - Nhật Bản - Jordan - CHDCND Triều Tiên | - Hàn Quốc - Kyrgyzstan - Malaysia - Ả Rập Xê Út | - Tajikistan - Thái Lan - UAE - Việt Nam |

### Địa điểm
| Thành phố | Sân vận động                              | Sức chứa |
| --------- | ----------------------------------------- | -------- |
| Kolkata   | Sân vận động Salt Lake                    | 120,000  |
| Kolkata   | Sân vận động Howrah Municipal Corporation | 5,000    |
| Bengaluru | Sân vận động Sree Kanteerava              | 30,000   |
| Bengaluru | Sân vận động Bengaluru                    | 15,000   |

## Vòng bảng

### Bảng A
| Đội        | Đ | ST | T | H | B | BT | BB | HS  |
| ---------- | - | -- | - | - | - | -- | -- | --- |
| Hàn Quốc   | 9 | 3  | 3 | 0 | 0 | 13 | 0  | +13 |
| Jordan     | 4 | 3  | 1 | 1 | 1 | 3  | 5  | −2  |
| Kyrgyzstan | 2 | 3  | 0 | 2 | 1 | 1  | 8  | −7  |
| Ấn Độ      | 1 | 3  | 0 | 1 | 2 | 3  | 7  | −4  |

| Hàn Quốc                                  | 3–0 | Jordan |
| ----------------------------------------- | --- | ------ |
| Shim Young-sung 14' 61' · Lee Sang-ho 46' |     |        |

| Ấn Độ              | 1–1 | Kyrgyzstan |
| ------------------ | --- | ---------- |
| Bhowmick 71' (pen) |     | Amirov 44' |

| Jordan                        | 3–2 | Ấn Độ                       |
| ----------------------------- | --- | --------------------------- |
| Abu Salim 33' · Nofal 64' 87' |     | Cardozo 25' · Matondkar 77' |

| Kyrgyzstan | 0–7 | Hàn Quốc                                                                                      |
| ---------- | --- | --------------------------------------------------------------------------------------------- |
|            |     | Lee Sang-ho 5' 63' · Shin Young-rok 13' 50' 71' (pen) · Miagkih 20' (og) · Park Hyun-beom 84' |

| Hàn Quốc                                                        | 3–0 | Ấn Độ |
| --------------------------------------------------------------- | --- | ----- |
| Shim Young-sung 76' · Song Jin-hyung 84' · Shin Young-rok 90+2' |     |       |

| Kyrgyzstan | 0–0 | Jordan |
| ---------- | --- | ------ |
|            |     |        |

### Bảng B
| Đội        | Đ | ST | T | H | B | BT | BB | HS |
| ---------- | - | -- | - | - | - | -- | -- | -- |
| Trung Quốc | 9 | 3  | 3 | 0 | 0 | 4  | 1  | +3 |
| Australia  | 6 | 3  | 2 | 0 | 1 | 5  | 2  | +3 |
| Thái Lan   | 3 | 3  | 1 | 0 | 2 | 3  | 5  | −2 |
| UAE        | 0 | 3  | 0 | 0 | 3 | 2  | 6  | −4 |

| Trung Quốc | 1–0 | Australia |
| ---------- | --- | --------- |
| Xu 65'     |     |           |

| Thái Lan                   | 2–1 | UAE     |
| -------------------------- | --- | ------- |
| Dangda 46' · Donchui 90+4' |     | Ali 89' |

| Australia                           | 3–1 | Thái Lan         |
| ----------------------------------- | --- | ---------------- |
| Burns 26' 90+2' · Vidosic 33' (pen) |     | Phukom 40' (pen) |

| UAE         | 1–2 | Trung Quốc         |
| ----------- | --- | ------------------ |
| Mesmari 49' |     | Wang 6' (pen), 46' |

| Trung Quốc | 1–0 | Thái Lan |
| ---------- | --- | -------- |
| Wang 78'   |     |          |

| Australia        | 2–0 | UAE |
| ---------------- | --- | --- |
| Williams 14' 31' |     |     |

### Bảng C
| Đội               | Đ | ST | T | H | B | BT | BB | HS |
| ----------------- | - | -- | - | - | - | -- | -- | -- |
| Nhật Bản          | 6 | 3  | 2 | 0 | 1 | 7  | 2  | +5 |
| CHDCND Triều Tiên | 6 | 3  | 2 | 0 | 1 | 6  | 2  | +4 |
| Iran              | 6 | 3  | 2 | 0 | 1 | 5  | 7  | −2 |
| Tajikistan        | 0 | 3  | 0 | 0 | 3 | 1  | 8  | −7 |

| Nhật Bản                     | 2–0 | CHDCND Triều Tiên |
| ---------------------------- | --- | ----------------- |
| Kawahara 34' · Kashiwagi 82' |     |                   |

| Iran                               | 3–1 | Tajikistan      |
| ---------------------------------- | --- | --------------- |
| Goudarzi 55' · Chatrabgoon 60' 81' |     | Khamrakulov 10' |

| CHDCND Triều Tiên                                             | 5–0 | Iran |
| ------------------------------------------------------------- | --- | ---- |
| Jong Chol-min 2' 10' · Kim Kum-il 25' 47' · Ri Hung-ryong 77' |     |      |

| Tajikistan | 0–4 | Nhật Bản                                         |
| ---------- | --- | ------------------------------------------------ |
|            |     | Morishima 8' 34' · Kashiwagi 57' · Morishige 68' |

| Nhật Bản    | 1–2 | Iran                            |
| ----------- | --- | ------------------------------- |
| Umesaki 22' |     | Kamyabinia 52' · Ale-Khamis 72' |

| CHDCND Triều Tiên  | 1–0 | Tajikistan |
| ------------------ | --- | ---------- |
| Pak Chol-min 90+2' |     |            |

### Bảng D
| Đội         | Đ | ST | T | H | B | BT | BB | HS |
| ----------- | - | -- | - | - | - | -- | -- | -- |
| Iraq        | 7 | 3  | 2 | 1 | 0 | 8  | 3  | +5 |
| Ả Rập Xê Út | 7 | 3  | 2 | 1 | 0 | 6  | 2  | +4 |
| Việt Nam    | 3 | 3  | 1 | 0 | 2 | 3  | 6  | −3 |
| Malaysia    | 0 | 3  | 0 | 0 | 3 | 1  | 7  | −6 |

| Iraq                           | 2–2 | Ả Rập Xê Út               |
| ------------------------------ | --- | ------------------------- |
| Abdul-Zahra 27' · Mohammed 82' |     | Kabee 9' · Al-Sahlawi 52' |

| Malaysia              | 1–2 | Việt Nam                                  |
| --------------------- | --- | ----------------------------------------- |
| Khyril Muhymeen 45+1' |     | Bakhtiar 11' (og) · Nguyễn Quang Tình 63' |

| Ả Rập Xê Út                | 2–0 | Malaysia |
| -------------------------- | --- | -------- |
| Al-Sahlawi 13' · Ataif 60' |     |          |

| Việt Nam                  | 1–3 | Iraq                          |
| ------------------------- | --- | ----------------------------- |
| Nguyễn Văn Khải 75' (pen) |     | Ali 11' · Abdul-Zahra 36' 81' |

| Iraq                                       | 3–0 | Malaysia |
| ------------------------------------------ | --- | -------- |
| Khalaf 55' · Hussein 81' · Abdul-Zahra 83' |     |          |

| Ả Rập Xê Út                             | 2–0 | Việt Nam |
| --------------------------------------- | --- | -------- |
| J. Al-Bishi 13' (pen) · M. Al-Bishi 90' |     |          |

## Vòng loại trực tiếp

### Sơ đồ
|  | Tứ kết                 | Tứ kết                   |                       |       | Bán kết       | Bán kết       |  |  | Chung kết | Chung kết |
|  |                        |                          |                       |       |               |               |  |  |           |           |
|  | 6 tháng 11 – Kolkata   |                          |                       |       |               |               |  |  |           |           |
|  |                        |                          |                       |       |               |               |  |  |           |           |
|  | Hàn Quốc               | 2                        |                       |       |               |               |  |  |           |           |
|  | Hàn Quốc               | 2                        | 9 tháng 11 – Kolkata  |       |               |               |  |  |           |           |
|  | Úc                     | 1                        |                       |       |               |               |  |  |           |           |
|  | Úc                     | 1                        | Hàn Quốc              | 2 (2) |               |               |  |  |           |           |
|  | 6 tháng 11 – Bangalore |                          | Hàn Quốc              | 2 (2) |               |               |  |  |           |           |
|  |                        | Nhật Bản (pen.)          | 2 (3)                 |       |               |               |  |  |           |           |
|  | Nhật Bản               | Nhật Bản (pen.)          | 2 (3)                 | 2     |               |               |  |  |           |           |
|  | Nhật Bản               |                          | 11 tháng 11 – Kolkata | 2     |               |               |  |  |           |           |
|  | Ả Rập Xê Út            | 1                        |                       |       |               |               |  |  |           |           |
|  | Ả Rập Xê Út            | 1                        | Nhật Bản              | 1 (3) |               |               |  |  |           |           |
|  | 6 tháng 11 – Kolkata   |                          | Nhật Bản              | 1 (3) |               |               |  |  |           |           |
|  |                        | CHDCND Triều Tiên (pen.) | 1 (5)                 |       |               |               |  |  |           |           |
|  | Trung Quốc             | CHDCND Triều Tiên (pen.) | 1 (5)                 | 1     |               |               |  |  |           |           |
|  | Trung Quốc             | 9 tháng 11 – Kolkata     |                       | 1     |               |               |  |  |           |           |
|  | Jordan                 | 2                        |                       |       |               |               |  |  |           |           |
|  | Jordan                 | 2                        | Jordan                | 0     |               |               |  |  |           |           |
|  | 6 tháng 11 – Bangalore |                          | Jordan                | 0     |               |               |  |  |           |           |
|  |                        | CHDCND Triều Tiên        | 1                     |       | Tranh hạng ba | Tranh hạng ba |  |  |           |           |
|  | Iraq                   | CHDCND Triều Tiên        | 1                     | 0     | Tranh hạng ba | Tranh hạng ba |  |  |           |           |
|  | Iraq                   |                          | 11 tháng 11 – Kolkata | 0     |               |               |  |  |           |           |
|  | CHDCND Triều Tiên      | 2                        |                       |       |               |               |  |  |           |           |
|  | CHDCND Triều Tiên      | 2                        | Hàn Quốc              | 2     |               |               |  |  |           |           |
|  |                        |                          |                       |       |               |               |  |  |           |           |
|  | Jordan                 | 0                        |                       |       |               |               |  |  |           |           |
|  | Jordan                 | 0                        |                       |       |               |               |  |  |           |           |

### Tứ kết
| Hàn Quốc               | 2–1 | Úc           |
| ---------------------- | --- | ------------ |
| Song Jin-hyung 10' 36' |     | Grossman 18' |

| Nhật Bản               | 2–1 | Ả Rập Xê Út           |
| ---------------------- | --- | --------------------- |
| Kawahara 7' · Aoki 90' |     | J. Al-Bishi 81' (pen) |

| Trung Quốc | 1–2 | Jordan                         |
| ---------- | --- | ------------------------------ |
| Yang 70'   |     | Omran 33' · Abdullah 68' (pen) |

| Iraq | 0–2 | CHDCND Triều Tiên                |
| ---- | --- | -------------------------------- |
|      |     | Kim Kum-il 36' · Yun Yong-il 67' |

### Bán kết
| Hàn Quốc                               | 2–2 (a.e.t.) (2–3 pen.) | Nhật Bản                  |
| -------------------------------------- | ----------------------- | ------------------------- |
| Shim Young-sung 1' · Kim Dong-suk 111' |                         | Morishima 47' · Aoki 105' |

| Jordan | 0–1 | CHDCND Triều Tiên |
| ------ | --- | ----------------- |
|        |     | Kim Kum-il 38'    |

### Tranh hạng ba
| Hàn Quốc                                 | 2–0 | Jordan |
| ---------------------------------------- | --- | ------ |
| Shim Young-sung 50' · Lee Chung-yong 76' |     |        |

### Chung kết
| CHDCND Triều Tiên | 1–1 (a.e.t.) (5–3 pen.) | Nhật Bản      |
| ----------------- | ----------------------- | ------------- |
| Ri Chol-myong 3'  |                         | Kashiwagi 34' |

## Vô địch
| Giải vô địch bóng đá trẻ châu Á 2006 |
| ------------------------------------ |
| · CHDCND Triều Tiên · Lần thứ 2      |

## Tham dự Giải vô địch bóng đá thế giới 2007
Các đội sau đây tham dự Giải vô địch bóng đá U-20 thế giới 2007.
- CHDCND Triều Tiên
- Nhật Bản
- Hàn Quốc
- Jordan

## Giải thưởng
| Vua phá lưới    | Cầu thủ xuất sắc nhất giải | Đội đoạt giải phong cách |
| --------------- | -------------------------- | ------------------------ |
| Shim Young-sung | Kim Kum-il                 | CHDCND Triều Tiên        |

## Các cầu thủ ghi bàn hàng đầu
5 bàn
- Shim Young-sung

4 bàn
- Alaa Abdul-Zahra
- Kim Kum-il
- Shin Young-rok

3 bàn
- Wang Yongpo
- Yasuhito Morishima
- Yosuke Kashiwagi
- Lee Sang-ho
- Song Jin-hyung

2 bàn
- David Williams
- Nathan Burns
- Mostafa Chatrabgoon
- Kazuhisa Kawahara
- Kota Aoki
- Ahmed Nofal
- Jong Chol-min
- Mohammad Al-Sahlawi
- Jufain Al-Bishi

1 bàn
- Chris Grossman
- Dario Vidosic
- Xu De'en
- Yang Xu
- Branco Vincent Cardozo
- Lal Kamal Bhowmick
- Paresh Matondkar
- Farhad Ale-Khamis
- Kamaleddin Kamyabinia
- Shahram Goudarzi
- Aqeel Hussein
- Halkurd Mulla Mohammed
- Mohamed Khalaf
- Osama Ali
- Ildar Amirov
- Masato Morishige
- Tsukasa Umesaki
- Abdullah Deeb
- Badr Abu Salim
- Lo'ay Omran
- Mohd Khyril Muhymeen Zambri
- Pak Chol-min
- Ri Chol-myong
- Ri Hung-ryong
- Yun Yong-il
- Ahmad Kabee
- Ali Ataif
- Mohamed Al-Bishi
- Kim Dong-suk
- Lee Chung-yong
- Park Hyun-beom
- Akhtam Khamrakulov
- Phonlawut Donchui
- Suttinun Phukhom
- Teerasil Dangda
- Ibrahim Ali
- Mubarak Mesmari
- Nguyễn Quang Tình
- Nguyễn Văn Khải

Bàn phản lưới nhà
- Stepan Miagkih (trong trận đấu với South Korea)
- Baddrol Bakhtiar (trong trận đấu với Vietnam)

## Các đội có số bàn thắng nhiều nhất
| 19 bàn - Hàn Quốc 12 bàn - Nhật Bản 10 bàn - CHDCND Triều Tiên 8 bàn - Iraq 7 bàn - Ả Rập Xê Út 6 bàn - Australia | 5 bàn - Trung Quốc - Jordan - Iran 3 bàn - Ấn Độ - Thái Lan - Việt Nam 2 bàn - UAE 1 bàn - Tajikistan - Kyrgyzstan - Malaysia |